# Escut de Vallfogona de Riucorb
L'escut oficial de Vallfogona de Riucorb té el següent blasonament:
Escut caironat: d'or, una vall de sinople sobremuntada d'una foguera de gules. Per timbre, una corona mural de poble.

## Història
Va ser aprovat l'1 de desembre de 1992.
Armes parlants al·lusives al nom del poble: s'hi representa una vall i una foguera; malgrat aquesta etimologia popular, el nom de Vallfogona prové del llatí valle fecunda.